# Blechnum camfieldii
Blechnum camfieldii är en kambräkenväxtart som beskrevs av Tindale. Blechnum camfieldii ingår i släktet Blechnum och familjen Blechnaceae. Inga underarter finns listade.